# Lugny-lès-Charolles
Lugny-lès-Charolles é uma comuna francesa na região administrativa de Borgonha-Franco-Condado, no departamento Saône-et-Loire. Estende-se por uma área de 17,29 km². Em 2010 a comuna tinha 359 habitantes (densidade: 20,8 hab./km²).